# Ulster Volunteer Force
Ulsterske dragovoljačke snage , Ulster Volunteer Force, UVF, probritanska je pravojna teroristička skupina u Sjevernoj Irskoj, osnovana 1912. ali s današnjim ustrojom organizirana je 1966. Cilj skupine je da Sjeverna Irska ostane dio Ujedinjenog Kraljevstva
Skupina je ubila 480 osoba a njihov najpoznatiji atentat izveden je u prosincu 1971. kada je bomba koju je postavila u jedan bar u Belfastu ubila 15 osoba.
Smatra se također da skupina stoji iza najsmrtonosnijeg bombaškog atentata tijekom Sjevernoirskog sukoba, kada je u atentatima u Dublinu i Monaghanu poginulo 33 osobe. UVF je imala poveznice sa strankom Progressive Unionist Party.
1980-ih je UVF dobivala pomoć britanske tajne službe u identifikaciji republikanaca i socijalista u Irskoj, informacije koje je UVF često koristila u smtonosnim napadima.
Od 1994. je na snagu stupilo primirje i UVF je položila svoje oružje. U jednoj izjavi iz 2007. skupina je izjavila da se protivi nasilju, ali ne želi ići toliko u krajnost da ih se razoruža. Međutim, oružje je "izvan dosega" članova skupine i prestalo se s vojnom obukom.